# Gregor Želko
Gregor Želko, slovenski nogometaš, * 6. januar 1994.
Želko je profesionalni nogometaš, ki igra na položaju branilca ali vezista. Od leta 2024 je član avstrijskega kluba Fürstenfeld. Ped tem je igral za slovenska kluba Domžale in Radomlje ter avstrijske St. Martin an der Raab, Jennersdorf, Bad Radkersburg, Ilzer, Mettersdorf in Bad Gleichenberg. Skupno je v prvi slovenski ligi odigral šest tekem, v drugi slovenski ligi pa dvanajst tekem. V letih 2011 in 2012 je odigral osem tekem za slovensko reprezentanco do 18 let.